# Kateřina Navarrská
Kateřina Navarrská (1470 – 12. února 1517 Mont-de-Marsan) byla v letech 1483–1517 královna Navarry. Byla též vévodkyní z Gandiy, Montblancu a Peñafielu a také hraběnkou z Foix, Bigorre a Ribagorzy a vikomtesou z Béarn.

## Život
Byla mladší dcerou Gastona z Foix, prince z Viany, a Magdalény Francouzské, sestry Ludvíka XI. Narodila se a vyrůstala v době vlády svého pradědečka z otcovy strany, krále Jana II. Aragonského, po kterém se v roce 1479 stala královnou Kateřinina babička Eleonora Navarrská. Po její smrti získal navarrskou korunu Kateřinin bratr František Phoebus z Foix, protože jejich otec, dědic trůnu, byl již po smrti.

## Vláda

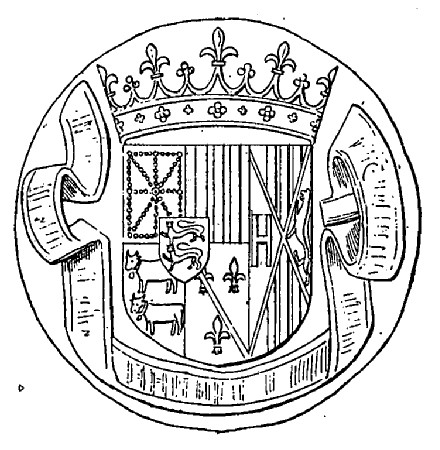
Nákres pečeti Kateřiny Navarrské

Po smrti bratra Františka se stala Kateřina královnou, její matka byla jmenována regentkou. Kateřinin strýc Jan z Foix se odvolal k Sálskému zákonu a prohlásil, že má nárok na trůn, tím zažehl občanskou válku (1483–92), která znovu rozpoutala starý konflikt mezi stranou Beaumontů a Agramontů. V roce 1484 se Magdaléna Francouzská rozhodla svou 15letou dceru provdat za Jana z Albretu, který pocházel ze šlechtické rodiny ze západního Gaskoňska. Toto manželství bylo uzavřené, aby měla Kateřina podporu proti nárokům svého strýce.
Svatba se konala v katedrále Panny Marie v Lescaru roku 1486, korunovace mladého páru byla však odložena na rok 1494 do Pamplony, po letmém podepsání smlouvy s Ludvíkem z Beaumontu, hrabětem z Lerín a Kateřininým prastrýcem Ferdinandem II. Aragonským. Nicméně, s manželstvím nesouhlasili navarrští Beaumonti, kteří vždy upřednostňovali nabídku Isabely Kastilské a Ferdinanda II. Aragonského, aby se Kateřina provdala za jejich syna Jana. Kateřinina matka Magdaléna zemřela v roce 1495.
V roce 1504 udělala svou vůli, což potvrdilo práva jejího syna Jindřicha jako jejího nástupce a vyjádřila své přání být pohřbena v katedrále v Pamploně. Nakonec ona i Jan byli pochováni v Lescaru. Politická spojenectví mezi rody Valois a Foix před blížící se španělskou invazí vedla v roce 1512 k manželským jednáním mezi Kateřinou a Ludvíkem XII. Bylo navrženo, že by se její syn Jindřich měl oženit s dcerou francouzského krále.

## Kastilsko-aragonská invaze v roce 1512
Ferdinand, který se spojil s papežem proti Francii, navarrské královské rodině představil řadu nároků na Navarru. Kateřina jeho nároky nepřijala a tak Ferdinand poslal Fernanda Álvareze de Toledo do Pamplony, kterou 25. července 1512 obsadil. Kastilie pokračovala v dobývání Saint-Jean-Pied-de-Port, vypálila Roncesvalles a zpustošila merindad z Ultrapuertos (Dolní Navarra). Španělští vojáci si v příštích letech přerušovaně udrželi jižní polovinu této oblasti. Kateřina a Jan byli přemoženi a po vytlačení kastilskými vojáky, uprchli do Béarn, které bylo součástí jejich království. Postavili si základny v Pau, Orthezu a Tarbes, kde střídavě pobývali až do konce života.
Dne 23. března 1513 navarrský parlament slíbil věrnost Ferdinandovi Aragonskému výměnou za loajalitu k navarrským zákonům. V roce 1515 byla Navarra připojena ke Kastilské koruně, a stala se jednou z nedílných součástí Španělského království, které bylo později známé jako Španělsko.

## Pozdější roky
V roce 1516, dva konvoje pod velením krále Jana a navarrského maršálka překročily Pyreneje a při pokusu dobýt Navarru, nedokázali postupovat do vnitrozemí království. Jan unavený utrpěnými porážkami, ustoupil do Mentonu, kde 17. června 1516 zemřel. Královna Kateřina zemřela na svém panství Mont-de-Marsan 12. února 1517, jen o několik měsíců později. Do té doby porodila 13 dětí (některé zdroje uvádějí 14 dětí).
Od roku 1512 do své smrti byla Kateřina skutečnou královnou pouze v některých oblastech Dolní Navarry, na sever od Pyrenejí, vládla také v přilehlém knížectví Béarn a v dalších zemích.

## Děti
Společně s Janem III. Navarským měla 13 dětí:
1. Anna Navarrská (19. května 1492 - 15. srpna 1532)
2. Magdalena Navarrská (29. března 1495 - květen 1504
3. Kateřina Navarrská (1495 - listopad 1532)
4. Jana Navarrská (15. června 1496 - naposled zmíněna v listopadu 1496)
5. Quiteria Navarrská (1499 - září/říjen 1536) - abatyše v Montivilliers
6. syn - narozený již mrtvý
7. Andrew Phoebus Navarrský (14. října 1501 - 17. dubna 1503)
8. Jindřich II. Navarrský (18. dubna 1503 - 25. května 1555)
9. Buenaventura Navarrská (14. července 1505 - 1510/1511)
10. Martin Navarrský (asi 1506 - naposled zmíněn v roce 1512)
11. František Navarrský (1508 - naposled zmíněn v roce 1512)
12. Karel Navarrský (12. prosince 1510 - září 1528) - zúčastnil se obléhání Neapole během "War of the League of Cognac", ale byl zajat. Zemřel jako válečný zajatec.
13. Isabela Navarrská (1513/1514 - naposledy zmíněná v roce 1555) - vdaná za Rene I., vikomt z Rohanu